# Bökhultagöl
Bökhultagöl är en sjö i Hylte kommun i Småland och ingår i Nissans huvudavrinningsområde. Sjön har en area på 0,0677 kvadratkilometer och ligger 181 meter över havet.

## Delavrinningsområde
Bökhultagöl ingår i det delavrinningsområde (631700-135805) som SMHI kallar för Utloppet av Fjällen. Medelhöjden är 163 meter över havet och ytan är 42,79 kvadratkilometer. Det finns inga avrinningsområden uppströms utan avrinningsområdet är högsta punkten. Yabergsån som avvattnar avrinningsområdet har biflödesordning 3, vilket innebär att vattnet flödar genom totalt 3 vattendrag innan det når havet efter 79 kilometer. Avrinningsområdet består mestadels av skog (70 procent). Avrinningsområdet har 5,04 kvadratkilometer vattenytor vilket ger det en sjöprocent på 11,8 procent.